# Зворник
Зворник је насељено мјесто и сједиште града Зворник који се налази у источном дијелу Републике Српске, БиХ. Према коначним подацима пописа становништва у БиХ 2013. године за РС, у насељеном мјесту Зворник укупно је пописано 11.082 лица, a на административном подручју града 58.856.

## Географија
Град Зворник лежи на источним обронцима Мајевице, на надморској висини од 146 m.
Зворник има повољан геостратегијски положај јер се у њему укрштају важни путеви према Сарајеву, Београду, Новом Саду, Бијељини и Тузли. Скоро да је географски лоциран тачно на средини пута за три велика урбана центра: Београд, Нови Сад и Сарајево. Преко два моста на ријеци Дрини одвија се друмски и жељезнички саобраћај са свим дијеловима Србије.
Општина Зворник граничи се са општинама Братунац, Милићи, Власеница, (на југу), Шековићи, Осмаци, Калесија (на западу), Лопаре, Угљевик и Бијељина (на сјеверу), а на истоку са Републиком Србијом и њеном општином Мали Зворник и градом Лозница.

### Клима
Клима на подручју општине је умјерено-континентална. Љета су топла са просечном температуром ваздуха, најтоплијег месеца јула је између 25 и 38 °C. Зиме су већином хладне, а температура најхладнијег мјесеца јануара креће се од +8 до -8 °C. Иначе, ови предели имају јаче изражену континенталну климу. Трајање вегетационог периода у просеку износи 150-200 дана са просечним температурама од +16 до +18 °C.
По атмосферским падавинама, територија општине спада у сиромашна подручја. Просјечне годишње падавине износе око 850 mm/m² атмосферског талога у облику кише или снега. Падавине су равномерно распоређене у току године. Најинтензивније су падавине у јесен и пролеће. Средња годишња релативна влажност је 78%, а најмања је у летњем периоду, око 60% док се зими креће и преко 85%. Висина снега на појединим подручјима буде и до 1,20 m са честим сметовима, што угрожава саобраћај и причињава штете на крововима стамбених и других објеката.
Ветрови су ретки и слаби. Преовладавајућа су југозападна ваздушна струјања и имају уједно и највеће брзине. Максимална брзина ветра је забележена из јужног правца и износила је 100 км/ч, и углавном причињавају штету на крововима и далеководним стубовима. Магле су карактеристичне уз долине, уз ријеку Дрину, Сапну и друге. Веома су честе и појављују се током целе године са највећом изражености у пролеће и јесен.

## Историја Зворника
Простор на коме се данас налази Зворник био је покривен људским боравиштима још од давних времена. О томе свједоче и разни остаци материјалне културе. Природни и климатски услови пружали су бројне погодности за живот људи на овом простору: на једној страни отворена плодна низија, на другој планине богате шумом, рудом и дивљачи, а на трећој бистра и снажна ријека, богата рибом и погодна за пловидбу.
Најстарији познати становници у зворничком крају, према историјским изворима, били су Скордисци, народ келтског поријекла. Почетком 1. вијека нове ере Балканско полуострво ушло је у састав Римског царства, када је успостављена и римска власт и на овим просторима. Доказано је да су Скордисци прихватили римску власт и да су јој касније помагали у гашењу устанка што су их водили Илири против римског окупатора.
Једно од најбогатијих налазишта до сада (римских) је село Дардагани уз пут Зворник — Сапна. Године 1960. у каменолому „Сиге“ нађени су трагови ранијег римског каменолома. Овдје су нађени комади керамике, три римска саркофага, четири новчића и један касноантички гроб из 4. вијека. Највриједни налаз са овог мјеста је споменик Митриног култа.
Римски трагови показују да је крај око Зворника био густо насељен и да је римским утврдама био добро заштићен. Како овај крај није довољно археолошки обрађен и истражен, није још могуће одредити римски административни центар којем је припадао Зворник са околином нити да је на овом простору постојало насеље. Иако је зворнички крај неколико стољећа био под римском управом, сматра се да романизација овог краја није успјела ухватити дубљег коријена.

### Средњи вијек
По досељењу Словена у ове крајеве овде се измјењују словенски, франачки, византијски и угарски господари. Године 1153. ове крајеве заузимају Угари у борби против Византије и држе их са прекидима све до турског доба. У међувремену спомињу се владари ових крајева Радослав Михајловић, неки Хенрик, српски краљ Драгутин, Ђубашићи, Стефан Котроманић, краљ Твртко први, деспот Ђурађ Бранковић. Од 1389. године зна се за породицу Златоносовића, која се често помиње у вези са Зворником, те се може са доста сигурности претпоставити да су они у то вријеме били његови господари. Од Златоносовића помињу се војвода Вукмир и кнез Вукашин. За њихова живота ови крајеви често мијењају господаре — Угарску, Босну, Српску деспотовину.
Зворник се први пут помиње у историји 1410. године и то под именом Звоник, а 1519. године под садашњим називом Зворник. Зворнички стари град (тврђава) настао је знатно раније, вјероватно у вријеме када се на Дрини усталила граница између Српске државе и Босне, тј. у другој половини 7. вијека или на почетку 9. вијека. Подигнут је на погодном мјесту гдје Дрина полако излази у плодну равницу и гдје су од давнина пролазили и укрштали се важни путеви, од којих је посебно важан онај што је водио од Дубровника и Врх Босне (преко Романије и Дрињаче) и долином Дрине до њеног ушћа па даље за Сирмијум (Сремску Митровицу). Налазећи се на граници Подриња и Соли, а у непосредној близини рударских области, Крупња, Бохорине (Борине) и Зајаче с једне стране и на другој страни близина Сребренице и Саса, град је био честа мета освајача разних војски. И у доба турске управе овим просторима град је имао важну улогу. Зворник је представљао одскочну даску за даља османска освајања на сјевер, а бедем за одбрану од напада Угарске и Аустрије.
О давању имена Звоник (Зворник) постоје три верзије. По првој верзији град је могао добити име по неком усамљеном звонику цркве, која је стајала на мјесту данашњег градског подручја Горњег града или његовој близини. Звоник је морао бити виђен са много страна и из веће даљине, те је тако служио околном становништву као објекат за оријентацију. По њему је мјесто гдје се налазио добило име Звоник, па и град који је ту подигнут. Како су у то вријеме сјевероисточну Босну држали Угари (па и касније) претпоставља се да је црква са звоником подигнута крајем 12. или почетком 13. вијека. Под притиском патарена у првој половини 13. вијека претпоставља се да је црква порушена, а њен звоник остао да пркоси бури и вјетру и служи околном становништву као путоказ. Свакако је требало да прође неколико деценија па да се мјесто на коме је остао прозове Звоником, а то би нам послужило и као податак да претпоставимо да је стари град Зворник подигнут крајем 13. вијека или почетком 14. вијека.
На основу казивања српског становништва у Зворнику и околини, које је забиљежио Вук Караџић, град је тобоже подигао неки „Звонимир незнабожац“, 800 година прије Христа. У историји још се није нашао траг овог легендарног Звонимира. Владислав Скарић у свом раду „О географској номенклатури БиХ“ на 172. страни објашњава поријекло имена Звечај (мјеста-села, једног у Босанској Крајини и другог у зеничком крају). И на крају се пита: „... да није Звечај назван по звоњењу звона тврђавске цркве, као Зворник (сада Зворник)?“
По другој варијанти коју заступа др Десанка Ковачевић-Којић град је име добио по звонику фрањевачког самостана који је подигнут почетком 15. вијека у Зворнику у насељу Фетија. Међутим, у попису манастира босанске викарије из друге половине 14. вијека не помиње се нити црква нити самостан, а град је тада већ постојао. Поуздано се зна да је фрањевачка црква подигнута у периоду од 1415. до 1432. године, а први пут се помиње у дубровачким изворима 1423. године. Дакле, град је већ постојао када је подигнута поменута фрањевачка црква. Осим тога, и црква и самостан налазили су се ван зидина града око 2 km сјеверно, што даље намеће питање: како нешто што је старије, у овом случају је то град, може добити име по нечему што је млађе, а то је звоник фрањевачке цркве? По трећој варијанти Звоник (Зворник) је добио име по томе што терен на коме је подигнут, када се гледа са друге обале Дрине, има облик звона.
Претпоставља се да је град подигнут крајем 8. или почетком 9. вијека. То је доба када овим крајевима господари српски краљ Драгутин, тачније од 1284—1316. године, који удајом своје ћерке Јелисавете за босанског бана Стефана  Котроманића марљиво ради на јачању православља, не само на овим просторима већ и у читавој Босни. Ако је град подигнут у овом периоду, неминовно се намеће закључак да је са градњом зидина града подигнута и црква са звоником који је био видан са много страна и из веће даљине, те је тако служећи околном становништву као објекат за оријентацију, оглашавање и обавјештавање, дао име мјесту на ком се налазио па и граду који је ту подигнут.
Због недостатка историјских извора било писаних или материјалних, историчари су принуђени да се користе одређеним претпоставкама, легендама и предањима да би дошли до колико-толико, релативно тачних података. Такав је случај и са средњовјековним градом Зворником. Има претпоставки и наговјештаја, додуше не научно утемељених и провјерених, да на потезу Дивича, Доњег и Горњег града постоје и остаци утврђења и грађевина из римског периода. Међутим, овог пута више пажње посветићемо средњовјековном граду.
Постојање манастира на ширем простору источног дијела Републике Српске прије свега Тавне, Папраће, Ломнице и Озрена, могу нас упутити на неке закључке у вези подизања средњовјековног града Зворника. Што предање, што народне пјесме, а историјски извори прије свега Пећки и Троношки љетописи, сагласни су у томе да су све то задужбине Немањића. Подизање Тавне везује се за краља Драгутина и његове синове. Стефан Немања и његов син Сава, као и краљ Драгутин помињу се као оснивачи Озрена.
Манастир Папраћа по народној пјесми „Милош у Латинима“ задужбина је жупана Вукана, сина Стефана Немањића, а по троношком и пећком љетопису Папраћу је почео зидати краљ Драгутин, а довршили су његови синови Владислав и Урош. И подизање манастира Ловнице, троношки и пећки љетописи везују се за краља Драгутина.
Такође, поуздано се зна да је краљ Драгутин 1284. на сабору у Дежеви предао власт свом брату Милутину, а он на управу од угарског краља Ладислава IV (брата његове жене) добио Мачву и босанске области Усору и Соли, те је он уз неке српске области управљао и овим подручјем до 1316. године као „сремски краљ“. Дрина је текла по средини његове државе. И Ђоко Мазалић у свом раду „Зворник (Звоник) стари град на Дрини“ на 77. страни пише да је стари град Зворник подигнут пред крај 13. или почетком 14. вијека, дакле у Драгутиново вријеме.
Вјероватно да је краљ Драгутин био свјестан геостратегијског значаја града и да је у склопу своје велике градитељске активности подигао и дограђивао град Зворник. Драгутинов биограф, архиепископ Данило II, истиче његову велику побожност и оданост Цркви. Данило помиње 1293. посебну Епархију у овом дијелу Босне и њеног епископа Василија као и дворску радионици ствари за потребе цркава и манастира, што нас наводи на закључак да је то било вријеме у коме је било подигнуто много православних богомоља.
Драгутинова дјелатност на учвршћењу православља у сјевероисточном дијелу Босне дубоко се урезала у свијест овдашњег српског народа који до данас све старе цркве и манастире у овом дијелу Босне, па чак и у цијелој Босни приписује краљу Драгутину. Међутим, ако оне све и немају свој почетак у вријеме овог ревнитеља православља, његов рад је подстакао каснија поколења која су идеју о његовој ревности облачила у касније конкретне случајеве.
Утицају православне цркве у Босни Драгутин је допринио и удајом своје кћери Јелисавете за босанског бана Стефана I Котроманића крајем 1284. године. Тиме је порастао не само утицај православља у Босни већ и свијест о крвној вези српске династије Котроманића са „светородном“ династијом Немањића.
Прва половина 14. вијека је период превласто Немањића на Балкану и сасвим сигурно српске властеле на овом подручју. У таквим околностима сигурно треба тражити почетак егзистирања града и током времена морао је као градско језгро добијати на значају. Несумњиво је дакле да су српска властела била његов оснивач и да је град постојао и прије његовог првог писаног помена 1340. године.
Као и већина средњовјековних српских градова и Зворник је морао имати своју богомољу. Предања говоре да је у граду постојала црква посвећена Св. Петки Трновој, заштитници града Звоника. Нема података ни ко ни када ју је подигао, али би сигурно обимнија археолошка истраживања бацила више свјетла у вези ове цркве, а самим тим и на поријекло првобитног имена града.
Турци град касније знатно проширили и утврдили. Послије окупације Босне и Херцеговине 1878. године Аустроугарска га је обновила и утврдила као погранично мјесто према Српској краљевини и његове зидове прилагодила тадашњем начину ратовања. Имао је важност борбеног објекта све до 1918. године. У периоду између два рата, до 1934. године, у Доњем граду била је артиљерија бивше југословенске војске, када је коначно напуштен и препуштен зубу времена. У Другом свјетском рату поново је добио одређену улогу као утврђење окупатора и његових сарадника.
Стари зворнички град (Ђурђевград) чинио је једну цјелину иако су се у њему разликовала три дјела: Горњи, Средњи и Доњи град. Горњи град се налазио на платоу брда што има облик звона, односно изнад његових хридина, Доњи поред Дрине и пута који води поред ње, а простор између Доњег и Горњег града почевши од Старог дворца (Велика кула) па доле до литица Доњег града је Средњи град.
Године 1432—1433. долази до сукоба између краља Твртка другог и Деспота Ђурђа. Ђурађ потпомогнут Златоносовићима извојевао је побједу и заузео област Златоносовића од када се назива господаром Усоре и Зворника. Из времена држања Зворника од стране Деспота Ђурђа очувало се неколико легенди о „проклетој Јерини“, његовој жени, византијској принцези, која није била омиљена у народу, те је у предању остала као заводница, убица и зулумћар. Легенда каже да је она подигла стари зворнички град. Прича се да је Јерина градећи зворнички град наредила да се камен за градњу довлачи чак из мејдана код села Вилчевића у брду Руднику (12 km ваздушне линије од Зворника) и да се камен додавао из руке у руку од мејдана до града. Треба нагласити да данашњи остаци старог зворничког града носе име по њеном мужу Ђурђу Бранковићу — Ђурђев град.
Почетком 15. вијека испод зворничке тврђаве (ван зидина старог града) формирало се и подграђе Подвозник (данашњи Зворник) који је највећи успон у средњем вијеку (у предосманском периоду) имао у првој половини 15. вијека. Подграђе Зворника била је тада позната варош, са преко 2.000 становника и убрајао се у градове средње величине у Европи, који су према савременој категоризацији бројали између 2.000 и 10.000 становника. У Зворнику и Високом су се у првој половини 15. вијека развиле најјаче дубровачке насеобине (колоније) на подручју средњовековне Босне, које су повољно утицале на њихово привредно активирање. Ова два града била су тада и највећа средишта трговине у Босни. Првенствено је Сребреница и близина њеног рудника повољно утицала на окупљање Дубровчана у Зворнику, прије свега њихових трговаца и занатлија, којих је највише у Зворнику било 1425. године (238). Успону Зворника допринио је и његов повољан положајна раскрсници важнијих путева за Српску, Угарску и Босну, те је он уистину постао полазна тачка за трговину и важно трговинско средиште данашњег Подриња.
С обзиром на то да је главно занимање Дубровчана била трговина, они су користили бројне погодности Зворника и у њему постепено формирали упориште за своју трговину на широј основи. У трговини дубровачких трговаца сребро и олово заузимали су посебно мјесто. Поред Дубровчана и домаћи људи су учествовали у трговини и занатству. Из других мјеста доносили су тканине, прибор за јело, појасеве, дугмад, оружје, опрему за коње, дјелове одјеће итд. У овом периоду подигнута је и фрањевачка црква у Зворнику (насеље Фетија) која се први пут помиње у дубровачким изворима 1423. године, и то је до сада најранија поуздана вијест о њеном постојању. Била је посвећена Светој Марији.
Самостан са црквом налазио се на узвишици непосредно изнад данашњег центра града за око 15 m висинске разлике. Послије Мохачке битке и пропасти Угарске (1526) примјетно је стално помијерање римокатоличког становништва према сјеверу у подручја с јачом католичком базом, тако да је у зворничком подграђу почео рапидно да опада број старог становништва. Смањењем и нестанком католичког становништва Зворник су напустили и фрањевци, па је и Црква свете Марије престала са радом (највјероватније 1539. године). Турци су у 16. вијеку фрањевачку цркву у Зворнику претворили у Фехтија џамију, не дирајући иначе грађевину, осим што су западни улаз зазидали, а отворили други са сјеверне стране. Она је временом све више пропадала иако је било покушаја од стране Аустрије после 1878. године да се поново претвори у хришћанску богомољу. По завршетку Другог свјетског рата црква је срушена. а материјал употријебљен у друге сврхе, првенствено за изградњу амбара (чардака) за жито на локацији бившег војног логора (Лагера) у Зворнику.
Као развијено градско насеље Зворник је био привлачан не само за трговце већ и за дубровачке занатлије. Највише је било подстригача сукна и кројача, а била су и два месара, пет златара и по један кожухар, обућар и бродар. Све ове дубровачке занатлије су несумњиво допринјеле развоју занатства у средини у којој су боравили.
Зворник се слично осталим средњовјековним градовима састојао из града, сједишта властеле, и подграђа. У центру града био је трг гдје се одвијао сав пословни и јавни живот. Трг је био окружен кућама трговаца и занатлија, а у њима су се налазиле и њихове радње. Насеље је имало и свратиште за путнике, царинарницу и гостиону.
Упоредо са привредним развојем, Зворник добија све одлике напредног градског насеља које се огледа у уређењу градске управе, спољњем изгледу града и у свим другим облицима свакодневног живота. Зато није случајно што су доцније Турци од њега направили свој административни центар, односно санџак.

### Османска владавина
Садашње име Зворник помиње се први пут 1519. године у уговору о миру што су га склопиле краљевина Угарска и Османско царство, али се име Звоник још и даље, све до 17. вијека помиње.
У освојеним крајевима Турци су формирали веће административно-политичке и војне јединице које су се звале санџаци. Први турски заповједник у освојеном граду био је Алибег Михајловић. Турци су убрзо овај град претворили у јаку пограничну тврђаву одакле су полазили сви турски војни походи на сјевер. На територији некадашње босанске државе након њеног освајања формирали су три санџака: босански (1463), херцеговачки (1470) и зворнички (1480) године.
По доласку у Зворник, Турци су ударили темеље утврђењу поред Дрине обалским бедемима и батеријама да затворе сваки прилаз тим правцем од вод, то је приближно данашња његова основа. Истовремено проширен је и учвршћен Горњи град у коме је Мехмед II Освајач по освајању Зворника подигао џамију, која је названа његовим именом. Ту су одмах подигнуте стамбене зграде за посаду и представнике власти, јер је око султанове џамије настала и прва стамбена четврт, најстарија махала у Зворнику, коју помињу турски пописи, названа по имену наведене џамије. Она се временом проширила и на пространу зараван уз капију тврђаве.
Турци су својим доласком затекли развијено насеље са доста прометним тргом, које се није директно наслањало на тврђаву, него се налазило знатно ниже, тамо гдје су се састајала два стара пута — један што је ишао од правца Врхбосне преко данашњих Шековића и Папраће, па кроз садашње село Кула Град, крај самог Горњег града, и спуштао се према Дрини, гдје је (код данашње робне куће и споменика палим борцима) излазило на пут што је водио лијевом обалом Дрине према Сави (тај пут је данас реконструисан и изграђена је модерна пјешачка стаза која спаја центар града са Ђурђевградом). На овом ширем простору као и на ширем простору данашњег насеља Фетија налазило се подграђе Зворника (Подзвоник), односно хришћанска варош, чији су становници били, углавном, римокатолици.
Послије Мохачке битке и пропасти Угарске (1526) примјетно је стално помијерање католичког становништва према сјеверу у подручја с јачом католичком базом, тако да је у зворничком подграђу почео рапидно да опада број старог становништва. Смањењем и нестанком католичког становништва Зворник су напустили и фрањевци, па је и Црква свете Марије престала са радом (највјероватније 1539. године). Упоредо с тим у зворничкој околини се настањивало становништво влашког поријекла.
У турском периоду Зворник је значајан занатски и трговачки центар. Јако је развијен саобраћај лађама низ Дрину и скелом преко Дрине. Године 1533. има нешто више од 580 домаћинстава, без оних која су припадала органима власти и војном сталежу. У Зворнику је те године забиљежено преко 25 различитих заната, и то: табаци (штављачи коже), обућари, сарачи, чизмаџије, ћурчије, папуџије, нанулџије, кројачи, капари, клинчари, калајџије, свјећари, дунђери, пекари, халваџије, бараџије, месари, потковачи, ковачи, самарџије, клесари, бербери, казанџије и други. Зворник је у ово вријеме представљао највеће градско насеље у истоименом санџаку. Интересантно је напоменути да је и у предтурском и турском периоду у Зворнику и околини било јако развијено виноградарство и да је грожђе представљало основно воће у граду. Један велики број занатлија и трговаца бавио се и земљорадњом.
У турском периоду зворничка тврђава била је једна од највећих и најутврђенијих средњовековних градова у Босни. Зворник је све до 1852. године остао и сједиште Митрополије и Зворничког санџака када се и сједиште санџака и митрополије премјешта у Доњу Тузлу, а Митрополија почиње називати Зворничко-тузланска епархија.
Град је у вријеме великих турско-аустријских сукоба у тзв. Бечком рату веома кратко, тачније од 15. септембра 1688. па до 1. августа 1689. године био под аустријском влашћу. И за вријеме читавог српског устанка од 1804. па даље, град је био главно упориште османске војске за нападе на Србију или одбрану од устаника. И устаници су били свјесни значаја Зворника и због тога је Карађорђе веома често настојао да га се домогне. Из тог периода сачувана су запажања француског генералног конзула у Травнику 1807. године у којима стоји: „Зворник је кључ Босне, те ако га Срби отму, онда нијесу више сигурни ни Травник ни Сарајево.“

### Аустроугарска окупација (1878—1918)
Зворник је под османском влашћу био све до 1878. када је и читава Босна и Херцеговина дошла под управу Аустроугарске. На више мјеста Босне и Херцеговине пружен је организован отпор уласку аустроугарске војске. Веома жесток отпор био је у Тузли љета 1878. године, а у њему су учествовали и зворнички устаници са 450 људи, сврстани у један одред, које су предводили мајор Ристо Поповић и капетан Ђорђо Николић, обојица из Зворника.
У доба аустроугарске окупације (1878—1918) Зворник је такође развијеније мјесто. Он је котарско (среско) средиште са развијеним занатством и трговином. Тадашњем зворничком срезу, поред садашњег подручја општине Зворник, припада је и подручје данашње општине Калесија, Сапна, Теочак као и дјелови садашњих општина Угљевик (Тавна), Лопаре (Тобут и Прибој) и Бијељина (Главичице). У циљу обезбеђења колико-толико писмених радника и предрадника, као и школовања дјеце својих чиновника, Аустрија је у својој провинцији отварала свјетовне основне школе по узору на европске. Тако је у Зворнику 1886. године дошло до отварања народне (државне) основне школе. Изграђени су макадамски путеви за Сарајево, Сребреницу, Тузлу и Бијељину, који су дуго година и послије Другог свјетског рата били у употреби. Посебно се продор Аустрије осјетио у Зворнику у области архитектуре и грађевинарства. Насупрот старим управним зградама оријенталног стила из османског раздобља, уских прозорчића и мало свјетла, подижу се нове велике грађевине које је требало да својом монументалношћу представе нови режим и истакну његову снагу. Садашња зграда Скупштине општине, Библиотека и музејска збирка (Официрски дом тј. Касина), војна болница у насељу Фетија (која се више не користи), жандармеријска станица, бивша зграда основне школе у насељу Бегсуја (сада Ново Насеље), пошта (сада пословне просторије „Бобар банке“ у центру града), породичне куће Николића, Ковачевића, Поповића, Јовичића, зграда Српске православне основне школе (данас штампарија) само су неки од већих објеката подигнутих у Зворнику за вријеме Аустроугарске.
Из пописа становништва из 1910. године види се да је град Зворник те године имао 732 куће и 3.688 становника.
За вријеме аустроугарске окупације од културно-просвјетних и спортских установа и организација биле су у Зворнику двије основне школе (српска и државна/народна), Соколско друштво „Српски соко“, Српска народна читаоница, медреса и руждија (виши степен муслиманских вјерских школа), као и неколико мектеба за основну вјерску поуку муслиманске дјеце. У Зворнику је постојала и позоришна аматерска грапа, која је приређивала краће драмске приказе, углавном једночинке и драматизоване народне пјесме. За вријеме аустроугарске у Зворнику су основана културно-просвјетна друштва „Просвјета“, „Гајрет“ и „Напредак“.
Са избијањем Првог свјетског рата 1914. године за Србе лијево од Дрине почиње још једна голгота која је трајала све до јесени 1918. године, тачније 28. октобра, када послије 458 година туђинске владавине Зворник од стране српске војске бива ослобођен.
Аустроугарска је пуних четрдесет година владала Босном и Херцеговином што је несумњиво оставило дубок траг и донијело крупне промјене у свим областима живота Срба, а прије свега на пољу развоја и јачања националне свијести. Окупаторска власт цјелокупну своју политику усмјеравала је онако како је одговарало циљевима њене окупације. Аустроугарска власт затекла је у Босни и Херцеговини велику економску, културну и просвјетну заосталост. Од укупног броја становништва већина је била сеоско са само 3% писмености.

### Раздобље између два свјетска рата (1918—1941)
За време Краљевине СХС, односно Краљевине Југославије (1918—1941), Зворник је сједиште среза који се простирао у границама готово неизмијењеним из времена аустроугарске владавине. Имао је 10 општина. Према првом попису становништва у новој држави (1921) град Зворник је имао 3.139 становника, од тога православних 799, муслимана 2.025, католика 190 и Јевреја 125. Приградско насеље Каракај имало је те године 236 становника (128 православних, 98 муслимана и 10 католика), Дивич 399 муслимана и Кула Град 294 муслимана. Читав Срез имао је тада 47.233 становника (православних 26.249, муслимана 20.312, католика и евангелиста 537 и Јевреја 134).
Већина становника у срезу бавила се земљорадњом, сточарством и воћарством. Радника је било врло мало и они су углавном радили као најамна радна снага на различитим радовима у Зворнику, бавили су се сплаварењем или повремено сјечом шуме и радом у каменоломима. Већина заната у граду била је везана за пољопривреду, па су доминирали занати као што су ковачки, коларски, поткивачки, обућарски, опанчарски, пекарски, ћурчијски, абаџијски, терзијски, казанџијски, кујунџијски, месарски, посластичарски. Године 1940. у Зворничком срезу било је 180 занатских радњи у којима је радило 336 занатлија. Зворник је у овом периоду био значајно трговачко место.
Саобраћај и превоз робе обављао се, углавном, коњском запрегом, а касније и моторним возилима, а са ближом околином познатим босанским коњићима (самарицама). Лађама „зворникушама" извозила се низ Дрину дрвена грађа, кожа, суве шљиве, јабуке и ораси, а самарицама у пасивне сусједне срезове кукуруз. Познати су били зворнички вашари, први на Илиндан 2. август и други на Петковицу 27. октобар.
У периоду између два свјетска рата градоначелници општине Зворник су били: Ђорђо Видаковић, Хакија Крџалић, Џемал еф. Хулусић и Станко Николић. Станко Николић функцију градоначелника је обављао од 1933-1941. године.
Пред почетак Другог свјетског рата Зворник је имао електрично освјетљење, пошту, телефон, телеграф, финансијску управу, болницу, срески као и шеријатски суд, медресу, шест џамија, синагогу и православну цркву. Од јавних грађевинских објеката у овом периоду подигнути су у граду само жељезни мост краља Александра Првог Карађорђевића на Дрини (1929) и болница на Фетији (1939/40.). На подручју среза Зворник је тада радило једанаест народних основних школа, Грађанска школа трговачког смијера (ради од 1920. године), Мушка занатска (шегртска) школа и Женска стручна занатска школа. Зворник је 1936. године. имао двије библиотеке-библиотеку Соколског друштва „Соко" са 508 књига и библиотеку Муслиманске народне читаонице „Слога" са 170 књига.

### Период Другог свјетског рата
За време Другог свјетског рата у Зворнику су биле стациониране јаке непријатељске снаге(њемачке, усташке, домобранске и легионарске) нарочито до 1943. године. За окупаторе Зворник је био значајан стратешки центар. У току већег дијела рата Зворник је био јако непријатељско упориште и његови прилази (Вратоломац, Змајевац, Млађевац и Стари град) су били обезбијеђени рововима и бодљикавим жицама и другим утврђењима са јаким посадама, јединице Народноослободилачке војске ослобађале су га седам пута.
Први пут је ослобођен 5. јула 1943. године. Сам град је бранило око 3000 усташа, домобрана и легионара. Напад на Зворник је почео 4. јула у 22 сата, а ослобођен сутрадан око подне уз жестоке борбе. Партизани су се задржали у Зворнику до 8. јула 1943. године, а када су напустили град, из правца Тузле су ушле њемачке јединице. У борби за прво ослобођење Зворника погинуо је 71 партизански борац, а међу њима народни херој Филип Кљајић-Фићо, комесар Прве пролетерске дивизије.
Током 1943. партизанске јединице су још два пута ослобађале Зворник, крајем септембра и почетком новембра. Док су партизанске јединице боравиле у Зворнику током његовог првог и другог ослобађања(јул и септембар 1943. године), град је бомбардован од стране њемачке и НДХ авијације. Од средине 1943. године у Зворнику и околини дјеловао је организован илегални покрет, од када слиједи значајнији одлазак младића из града и околине у партизанске јединице.
Од новембра 1943. године до септембра 1944. године Зворник је непрекидно био у непријатељским рукама. У септембру 1944. године борци Народноослободилачке војске два пута су ослобађали град: 12. септембра и 21. септембра када су дијелови 19. бирчанске НОУ бригаде изненадно упали у град из правца Тузле са два камиона и заробили 50 непријатељских војника. На повратку из града код Цапарда смртно је рањен од стране четничке засједе народни херој Светозар Вуковић Зарко, заменик команданта Деветнаесте бирчанске бригаде.
У децембру 1944. године и почетком 1945. године на подручју Зворника вођене су велике борбе са њемачким и квислиншким снагама. Борци 18. хрватске и 21. тузланске НОУ бригаде ослободили су Зворник 20. децембра 1944. године. Град је био у партизанским рукама до 3. фебруара 1945. године када су се Њемци повлачећи према сјеверозападу, заузели Зворник из правца Власенице. Зворник је коначно ослобођен 19. фебруара 1945. године, када се у њему формирају органи народне власти.

### У Југославији
По ослобођењу земље (1945), у новој Југославији, у Зворнику је опет сједиште среза, чија је територија остала, углавном, у истим границама које је овај срез имао за време Аустрије, Краљевине Југославије и тзв. Независне државе Хрватске (НДХ). У марту 1945. године формиран је Народни одбор среза Зворник. Први предсједник био је Вељко Андрић, а секретар Дедо Шехић. Тада је формирано шеснаест мјесних народних одбора у оквиру Среза: Зворник, Рочевић, Пилица, Челопек, Козлук, Грбавци, Сапна, Петковци, Снагово, Дрињача, Каменица, Цапарде, Осмаци, Мемићи, Калесија и Међаш. Први предсједник МНО Зворник био је Никола Манојловић, а секретар Драго Благојевић. Године 1952. доалази до нове територијалне подјеле на подручју Среза, када се умјесто 16 мјесних народних одбора формира 8 народних одбора општина и то: Зворник, Дрињача, Грбавци, Козлук, Пилица, Сапна, Мемићи и Осмаци. Увођењем новог комуналног система у љето 1955. године долази до проширења Зворничког среза. Укинути су тада Сребренички и Власенички срез и припојени Зворничком, тако да подручје новог Зворничког среза у периоду од 1955. до 1958. године обухватало територију садашњих општина Власеница, Шековићи, Хан-Пијесак, Сребреница, Братунац, Калесија и Зворник. Предцједник Среског народног одбора Зворник у овом периоду био је Никола Андрић, потпредсједници су били Душко Јовановић и Ризо Селманагић. У љето 1958. године угашен је Зворнички срез и прикључен Тузланском, који је обухватао цијело подручје сјевероисточне Босне.

### Мост краља Александра Првог Карађорђевића
Данашњи жељезни мост у граду на Дрини изграђен је 1929. године, углавном средствима радне репарације. Радови су трајали 3-4 године, а њима су руководили инжењери Мићић (из Љубовије) и Жилов (Рус). По завршетку градње запрежним возилима довезене су на мост огромне количине камена да би се испитала његова издржљивост. Након петнаест дана, када се утврдило да је мост чврст и стабилан, камен је подигнут, а мост на свечан начин пуштен у промет (октобар 1929. године). У априлу 1941. године мост је срушен радови на доградњи и довођењу моста у садашње стање започети су у јесен 1945. године а завршени у јуну 1946. године. У вријеме ових радова саобраћај преко Дрине одвијао се скелом. Као привремено рјешење у марту 1945. године (за 18 дана) оспособљен је прелаз преко моста-на средини је саграђен висећи дио моста на сајлама, а на порушеним жељезним дијеловима постављена је дрвена конструкција. Такав мост је био у употреби до јесени 1945. године. Обновљени жељезни мост пуштен је у саобраћај 9. јуна 1946. године. На свечаности тим поводом говорио је Родољуб Чолаковић, предсједник Владе БиХ.

### Зворничке махале (улице)
Град Зворник са својим махалама стотинама годинама бивствује у узаној котлини на лијевој обали Дрине, од средњовјековног града (тврђаве) на југу до Метериза на сјеверу. Са запада га стискају брда: Млађевац, Каплан, Кахвењача, Змајевац, Вратоломац и Дебело брдо, а на истоку само га корито Дрине одваја од истоименог насеља у Србији, Малог Зворника. Још од османског периода Зворник је имао 14 махала: Табаци, Хрид, Замлаз, Чаршија, Бајир, Фетија, Српска варош, Канаре, Намаџах, Скела, Ријека, Бексуја, Куљански пут и Видакова њива. Све су имале по неколико сокака од којих су неки у каснијим периодима прерасли у улице. Табаци су насеље између Доњег града и Дивича. Хрид је једна од најстаријих махала у Зворнику и једно од првих насеља насталих ван зидина Градске тврђаве. Формирана је у првој половини 16. века на уском појасу између Дрине са истока и стјеновитог терена (хридина) на западу, по чему је, каже легенда, добио име. У османском периоду ту је било пристаниште дринских лађа. Замлаз је насеље између садашње зграде општине и изворске воде „Замлаз". Легенда каже даје добио име од ријечи за и млаз. На садашњем мјесту воде Замлаз некада извирале у великом млазу вода, па су људи ако би требало да иду јужно од извора, говорили да иду за млаз (иза млаза) по чему и назив Замлаз. Вјероватније је да је махала названа по џамији Замлез а ова по истоименом извору недалеко од ње. Намаџах се налазио између Мејдана на устоку и Чаршије на западу. Добио је име од турске ријечи намаз-молитва и џах-понекад што у преводу значи мјесто гдје се понекад обавља молитва. Чаршија (центар града) се протеже од Замлаза до ријечице Златице и моста на Чаушевцу. Становништво Зворника и околине центар града звало је „Чаршија". Кроз њу је водила главна улица са зградама и са једне и са друге стране што је била карактеристика свиј градских насеља. Зворник је вијековима био занатско-трговачки центар, у Чаршији су и око ње били концентрисани дућани (радње занатлија и трговаца). Махала Бајир добила је име од турске речи Бајир што значи бријег, односно земљиште на падинама брда. Фетија је уз трг у центру града најстарије насеље формирано у Зворнику. Добило је име по Фетхија џамији, а ова од турске ријечи фет(освајање) што би значило освојено мјесто.

## Спорт

### Фудбалски клуб „Дрина"
Зворник је сједиште фудбалског клуба Дрина. Он је основан у августу 1945. године. и био је прва спортска организација формирана у Зворнику послије Другог свјетског рата. Његов први предсједник је био Никола Мастилица.

## Туризам
Туристичка понуда овог града није развијена у великој мери. Гостима се нуди мир, и бројне садржаји током љетњег и зимског периода. Туристима су доступни: ријека Дрину, Зворничко језеро које је богато пастрмком и погодно за спортове на води, као и скијалиште на оближњем Игришту. У граду постоје бројни културни споменици, међу којима су Зворничка тврђава, музејска збирка, и Андрашева вила. Излетишта су Кушлат и Витинички Кисељак. Постоји више манастира: Ловница, Папраћа, Тавна, Троноша и у самом граду је црква из 1823. године.
У граду се налази позориште које од 10. октобра 2010. носи име по глумици Капиталини Ерић. Од 2003. године у Зворнику се организује сликарска радионица „Палета“.

### Зворничко језеро
Зворничко језеро се пружа 25 km узводно од 45 високе бране код Зворника и Малог Зворника. Површина језера износи 8,1 km², ширина од 0.3 до 3 км, а дубина максимално до 39 m. У језеру је акумулирано око 90 милиона м³ воде. Зворничко језеро је прва акумулација на Дрини. Припремни радови на изградњи бране и претећих објеката почели су 1948. године, а језерски басен је напуњен водом 1955. године. Зворничко језеро лежи на 140 m надморске висине. Језеро има идеалне услове за развој наутичког туризма. У приобаљу Зворничког језера налазе се мале плаже, велики број викенд кућа и неколико угоститељских објеката, а вожња кајака, кануа и народних чамаца уз риболов, купање и одмор само су неке од активности којима се туристи могу бавити на овом језеру. На језеру се одржава Државно првенство у кајаку и кануу на мирним водама, поред тога одржава се и Зворничка регата.

### Зворничко културно љето
Зворничко културно љето је манифестација која је почела од 2000. године и која траје и дан данас. Фестивал почиње 2. августа, а завршава се 8. августа. Фестивал је замишљен као манифестација која има културни, забавни и спортски карактер уз разне друге садржаје. На градској плажи се одржавају концерти познатих естрадних умјетника. Поред градске плаже, гдје се налази велика бина за наступе извођача, догађаји се организују још и у „Дому омладине" на платоу испред „Касине" гдје може да се види сајам књига, изложба фотографија, мини маратон, изложба рукотворина, сликарска колонија, рафтинг, шаховски турнир, моторијада. Одржава се и традиционални сусрет општина Зворник и Мали Зворник на старом зворничком мосту Александра Првог Карађорђевића.

## Становништво
|             | 2013.           | 1991.           | 1981.           | 1971.           | 1961.          |
| Укупно      | 11 497 (100,0%) | 14 584 (100,0%) | 12 147 (100,0%) | 8 538 (100,0%)  | 5 444 (100,0%) |
| Срби        | 10 308 (89,66%) | 4 235 (29,04%)  | 3 491 (28,74%)  | 2 424 (28,39%)  | –              |
| Бошњаци     | 992 (8,628%)    | 8 854 (60,71%)1 | 6 686 (55,04%)1 | 5 736 (67,18%)1 | –              |
| Хрвати      | 54 (0,470%)     | 76 (0,521%)     | 66 (0,543%)     | 83 (0,972%)     | –              |
| Неизјашњени | 52 (0,452%)     | –               | –               | –               | –              |
| Непознато   | 23 (0,200%)     | –               | –               | –               | –              |
| Остали      | 15 (0,130%)     | 475 (3,257%)    | 72 (0,593%)     | 141 (1,651%)    | –              |
| Муслимани   | 14 (0,122%)     | –               | –               | –               | –              |
| Црногорци   | 9 (0,078%)      | –               | 35 (0,288%)     | 27 (0,316%)     | –              |
| Југословени | 6 (0,052%)      | 944 (6,473%)    | 1 597 (13,15%)  | 24 (0,281%)     | –              |
| Босанци     | 6 (0,052%)      | –               | –               | –               | –              |
| Православци | 5 (0,043%)      | –               | –               | –               | –              |
| Македонци   | 4 (0,035%)      | –               | 6 (0,049%)      | 3 (0,035%)      | –              |
| Словенци    | 3 (0,026%)      | –               | 7 (0,058%)      | 16 (0,187%)     | –              |
| Албанци     | 3 (0,026%)      | –               | 48 (0,395%)     | 26 (0,305%)     | –              |
| Украјинци   | 3 (0,026%)      | –               | –               | –               | –              |
| Роми        | –               | –               | 135 (1,111%)    | 49 (0,574%)     | –              |
| Мађари      | –               | –               | 4 (0,033%)      | 9 (0,105%)      | –              |

1. 1 На пописима од 1971. до 1991. Бошњаци су пописивани углавном као Муслимани.

|  |  |

## Грб града
Грб општине Зворник усвојен је 1996. године и представља реконструкцију старог грба и комбинацију више симбола.
Симбол општине је грб који је комбинација више симбола:
- Звоно са крстом и четири слова „С“ на плавој подлози, у горњем лијевом квадранту, симболизује првобитни назив града (Звоник), а 1410 година представља годину назива Зворник.
- Кула у горњем десном квадранту, на црвеној подлози, је симбол града.
- Стилизована глава вука у доњем лијевом квадранту представља вјековну тежњу народа за слободу.
- Водени таласи у доњем десном квадранту, представљају симбол ријеке Дрине.

## Знамените личности
- Сека Алексић, српска фолк певачица.
- Здравко Антонић, српски историчар.
- Никола Васић, градитељ виолина.
- Горан Драгић, словеначки кошаркаш српског поријекла.
- Зоран Драгић, словеначки кошаркаш српског поријекла.
- Раде Ђокић, српски и босанскохерцеговачки фудбалер.
- Горан Иконић, српски и босанскохерцеговачки кошаркаш.
- Александар Кукољ, српски џудиста и репрезентативац Србије.
- Марко Марковић, српски књижевник.
- Данијел Милићевић, српски и босанскохерцеговачки фудбалер.
- Самир Муратовић, босанскохерцеговачки фудбалер.
- Нада Обрић, српска фолк певачица.
- Митар Перушић, професор на Универзитету у Источном Сарајеву.
- Борисав Писић, српски и југословенски атлетичар.
- Радинка Марковић Капетановић, српска новинарка и радиотелевизијски спикер.
- Сејад Салиховић, босанскохерцеговачки фудбалер.
- Перо Симић, српски новинар и публициста.
- Мирослав Стевановић, српски и босанскохерцеговачки фудбалер.
- Саид Хусеиновић, босанскохерцеговачки фудбалер.

## Галерија
- Гранични прелаз са Србијом
- Црква Светог Јована